# Livia Pirocchi Tonolli
Livia Pirocchi Tonolli (* 15. September 1909 in Mailand, Königreich Italien; † 15. Dezember 1985 in Verbania, Italien) war eine italienische Biologin und Hochschullehrerin. Sie war von 1967 bis 1978 Direktorin des Italienischen Instituts für Hydrobiologie und war Gründungsmitglied und von 1976 bis 1978 Präsidentin der Italienischen Vereinigung für Ozeanographie und Limnologie.

## Leben und Werk

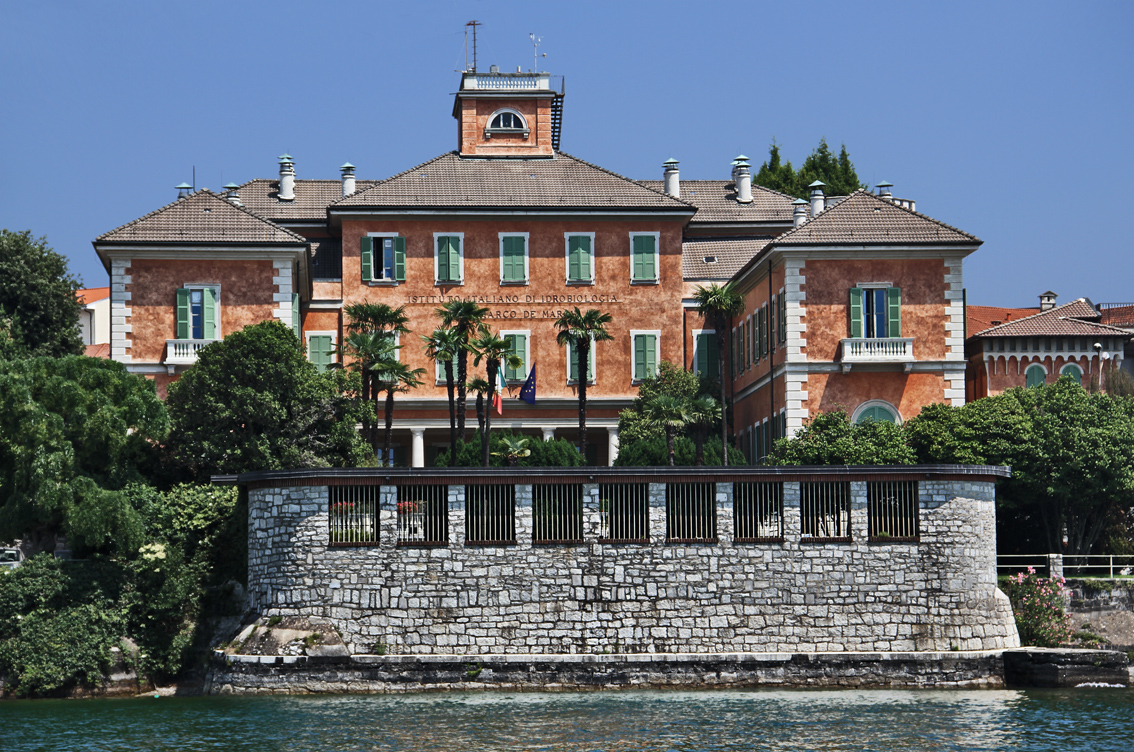
Istituto di ricerca sulle acque (Verbania)

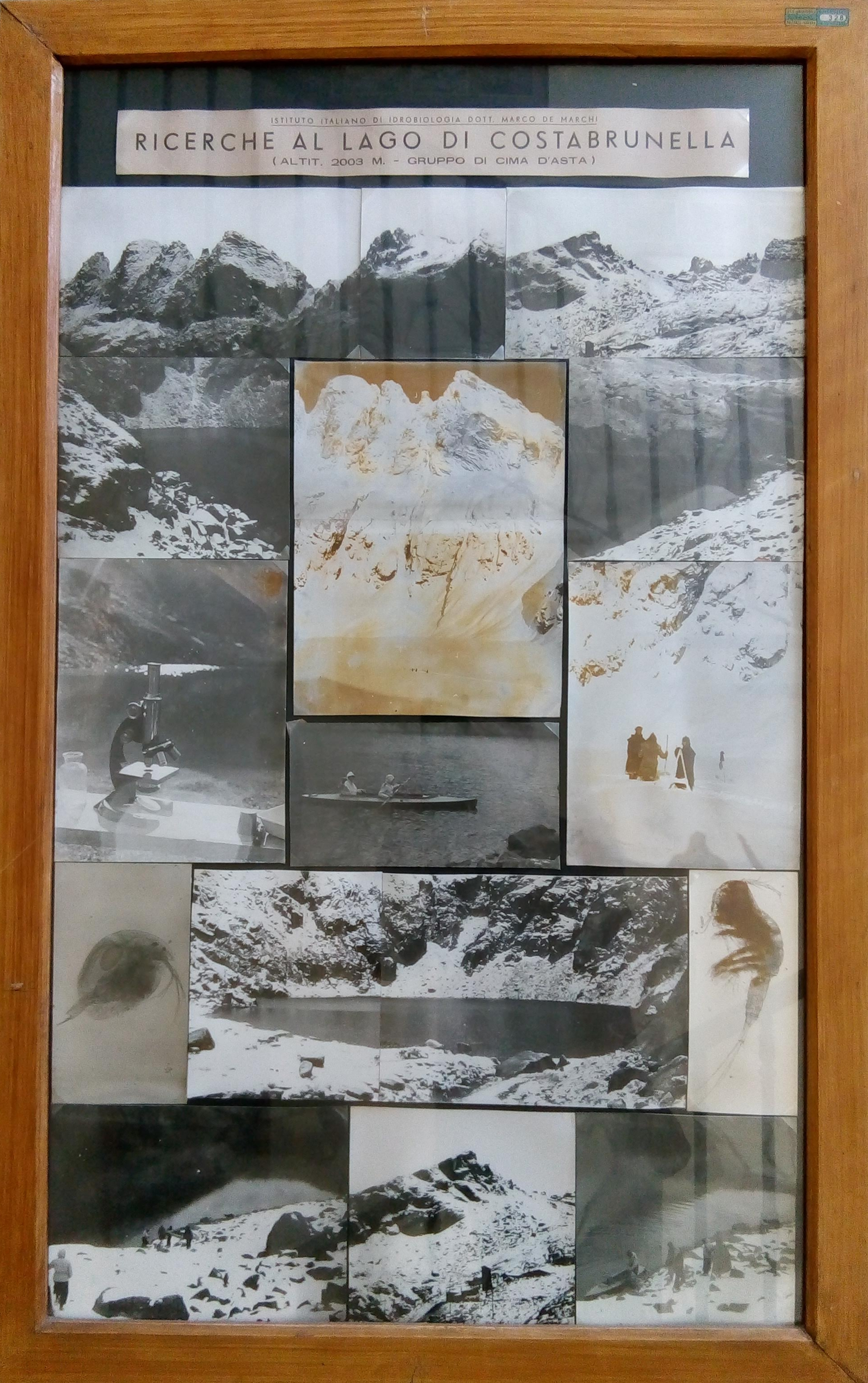
Alte Fotos im Istituto di ricerca sulle acque (Verbania)

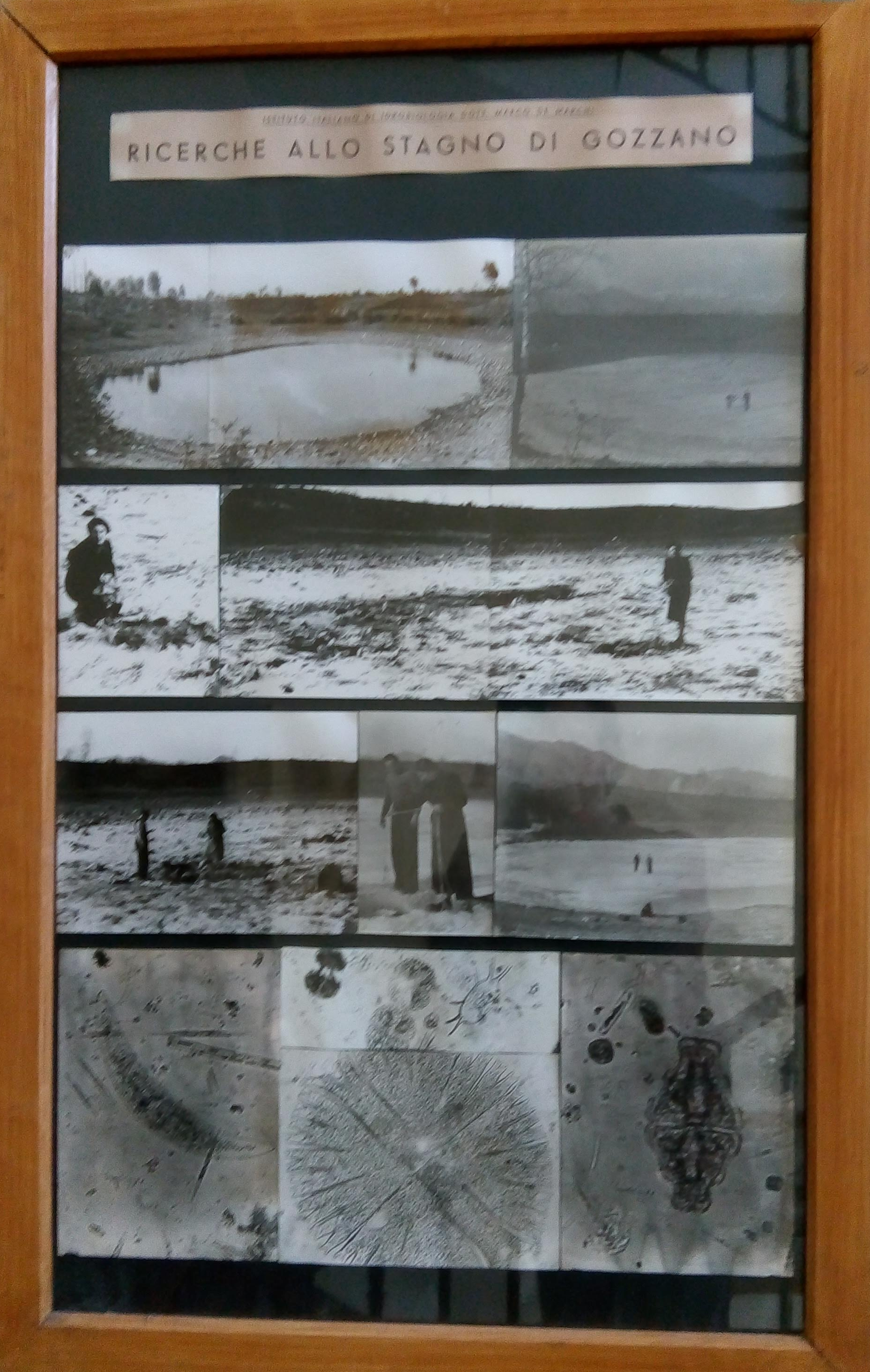
Alte Fotos im Istituto di ricerca sulle acque (Verbania)

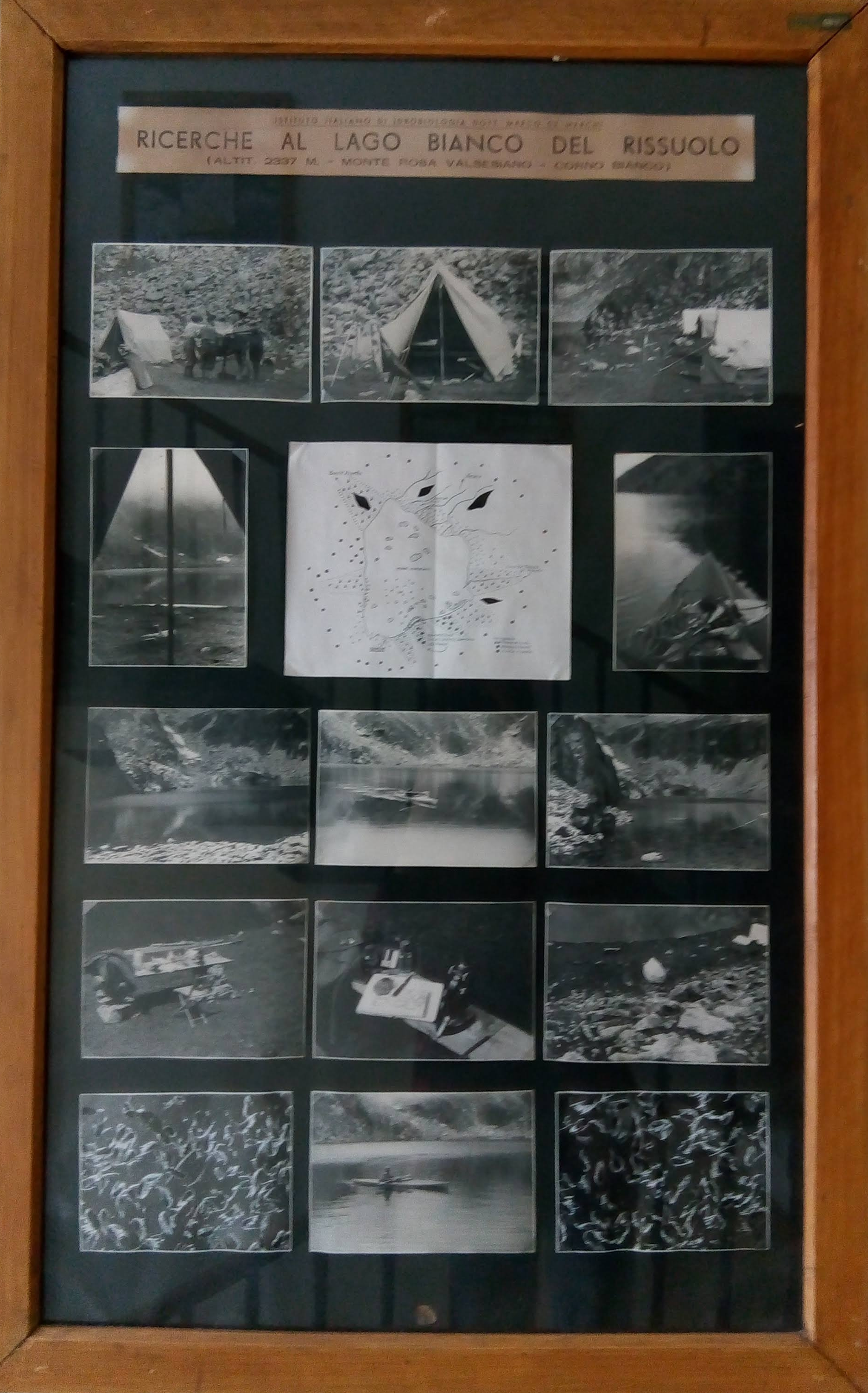
Alte Fotos im Istituto di ricerca sulle acque (Verbania)

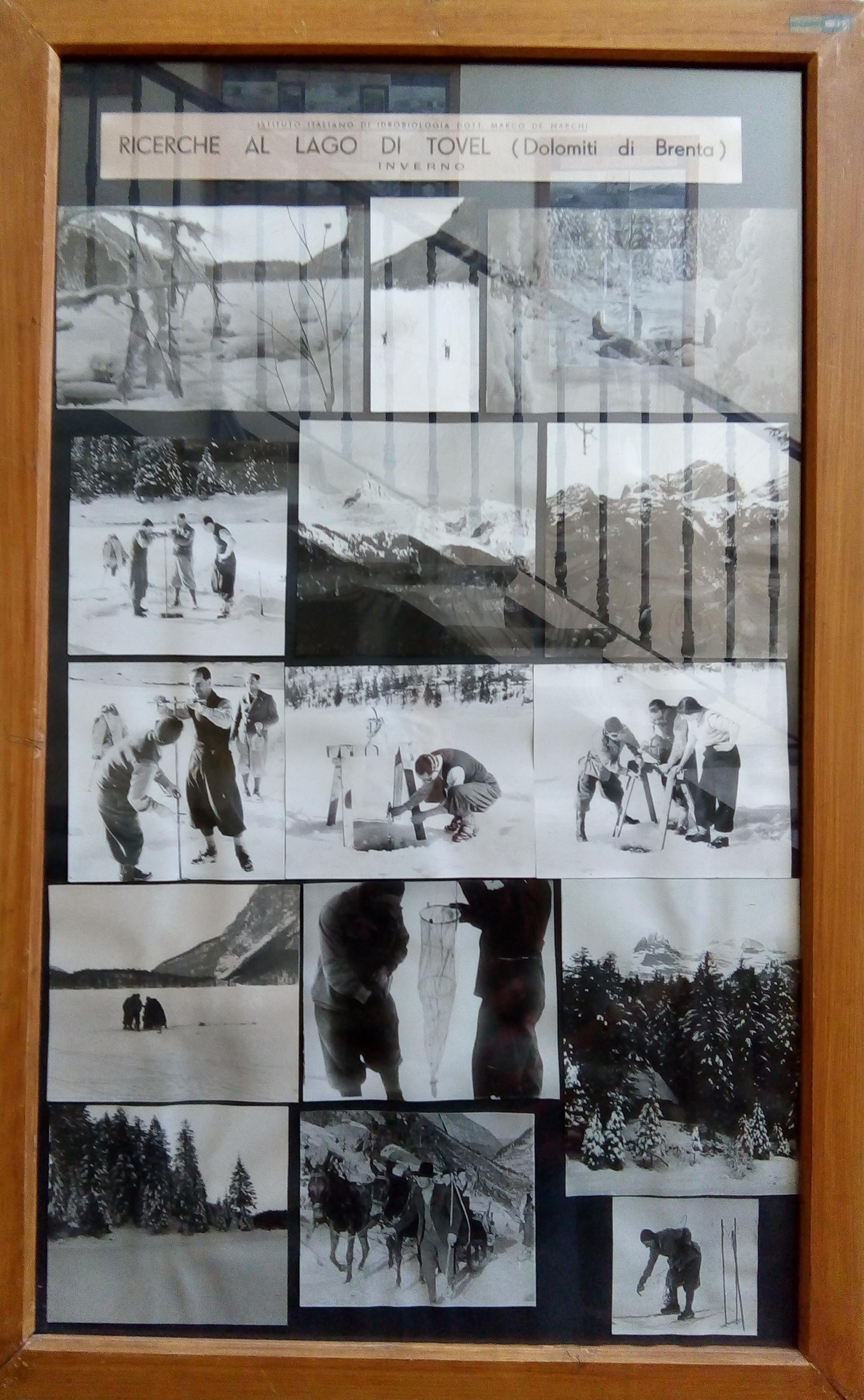
Alte Fotos im Istituto di ricerca sulle acque (Verbania)

Tonolli war eines von drei Kindern des Universitätsprofessors für Tierzucht in Mailand, Antonio Pirocchi, und seiner Frau Emilia Luisa Gatti. Nach dem Besuch des Gymnasiums in Mailand begann sie 1928 an der Fakultät für Naturwissenschaften ein Studium in den naturwissenschaftlichen Studiengängen der Universität Mailand. Sie promovierte 1932 im Alter von 23 Jahren bei Rina Monti und forschte dann an der Universität Mailand im Institut für vergleichende Anatomie.
Sie zog 1939 nach Pallanza, wo sie als Assistenzprofessorin an der Organisation des Italienischen Instituts für Hydrobiologie mitarbeitete, das 1938 am Ufer des Lago Maggiore eröffnet worden war. Sie übernahm 1942 während der Kriegsjahre die Leitung, als der Direktor Edgardo Baldi seinen Militärdienst ausübte. In dieser Zeit bot das Institut zahlreichen jungen italienischen Gelehrten Zuflucht, darunter der Genetiker Adriano Buzzati-Traverso, der Zoologe Giuseppe Ramazzotti, der Genetiker Luigi Luca Cavalli-Sforza und der Mediziner Vittorio Tonolli, der in seinem Haus einen Funksender für die alliierten Truppen aktiviert hatte, nach der Entdeckung verhaftet und der angedrohten sofortigen Hinrichtung durch die faschistischen Behörden entkommen konnte.
Nach dem Krieg heiratete sie 1950 Vittorio Tonolli, der sich der Limnologie widmete und 1951 zum Nachfolger Baldis in der Institutsleitung ernannt wurde. Sie und ihr Ehemann passten die Arbeiten des Instituts den neuen wissenschaftlichen Erfordernissen an und erweiterten es mit moderner Ausstattung. Die Zusammenarbeit mit Buzzati-Traverso und Cavalli-Sforza führte zu neuen Forschungsausrichtungen. Sie beschäftigte sich mit ihrem Ehemann auch mit den Folgen der Industrialisierung für die natürliche Umwelt, so z. B. durch die Analyse der Kupfer-Ammoniak-Verschmutzung des Ortasees, mit den trophischen Bedingungen und der Eutrophierung von Seen bis hin zur Ausarbeitung von Vorschlägen zum Schutz der Gewässer vor Verschmutzung. Nach dem Tod ihres Mannes 1967 übernahm sie die Leitung des Instituts. Als das Institut 1977 in den Consiglio Nazionale delle Ricerche (CNR) aufgenommen wurde, wurde sie zunächst Kommissarin und dann Präsidentin des Wissenschaftlichen Rates. Neben der Institutsleitung unterrichtet sie von 1968 bis 1972 Kurse in Hydrobiologie und Fischzucht an der Universität Mailand. Im Alter von 70 Jahren zog sie sich 1979 aus dem administrativen Bereich des Instituts in Pallanza zurück.

## Mitgliedschaften
Sie war Autorin von etwa achtzig Veröffentlichungen und Mitteilungen in wissenschaftlichen Zeitschriften. Sie war Mitglied zahlreicher italienischer und internationaler Kommissionen im Bereich Ökologie, Ozeanographie und Limnologie und arbeitete in den Redaktionsausschüssen zahlreicher Fachzeitschriften. Sie war Beamtin des Internationalen biologischen Programms, Mitglied der Kommission für die Erhaltung der Natur und der natürlichen Ressourcen, der Kommission für Ökologie und das Nationale Komitee für Biologie und Medizin des CNR, der Internationalen Kommission zum Schutz der italienisch-schweizerischen Seen. Sie war 1968 italienische Vertreterin in der Societas Internationalis Limnologiae, Schatzmeisterin der International Association for Ecology, Gründungsmitglied und von 1976 bis 1978 Präsidentin der Italian Association for Ecology Ozeanographie und Limnologie, Gründungsmitglied der Italienischen Gesellschaft für Ökologie, Mitglied der British Ecological Society, der American Society for Limnology and Oceanography, 1971 korrespondierendes Mitglied des Lombard Institute of Sciences and Letters, der Italian Society of Marine Biology, der Italian Society of Biogeography, der Italienischen Gesellschaft für Pflanzenphysiologie und seit 1984 Ehrenmitglied der American Zoological Society.
In den letzten Jahren ihres Lebens gründete sie zwei Stiftungen zum Gedenken an ihren Mann, den International Vittorio Tonolli Memorial Fund zur Förderung der limnologischen Forschung in Entwicklungsländern und die Vittorio Tonolli Foundation for the Culture of Cardiology.
Sie starb 1985 in ihrem Haus in Verbania Suna am Ufer des Lago Maggiore.

## Ehrungen
- 1974: Silberne Medaille für Verdienste auf dem Gebiet der Kultur, Wissenschaft und Kunst, verliehen vom Präsidenten der Italienischen Republik
- 1983: Naumann-Thienemann-Medaille der Societas Internationalis Limnologiae[4]

## Veröffentlichungen (Auswahl)
- mit E. Baldi: Prospettive genetiche in limnologia. In: Atti III Riunione della Società italiana di genetica ed eugenetica, Bologna, 1938, S. 223–254.
- mit E. Baldi, A. Buzzati Traverso, L. Cavalli Sforza:  Frammentamento di una popolazione specifica (Mixodiaptomus laciniatus LILL.) in un grande lago in sottopopolazioni geneticamente differenziate. In: Memorie dell’Istituto italiano di idrobiologia, 2, 1945, S. 167–216.
- mit V. Tonolli: Irregularities of distribution of plankton communities; considerations and methods. In Symposium IUBS, University of California Press, 1958, S. 137–143.
- La polluzione cuprica del Lago d’Orta. In: Verhandlungen des Internationalen Vereins für Limnologie, 14, 1961, S. 900–904.